# 松永玲子
松永 玲子（まつなが れいこ、1969年12月15日 - ）は、日本の女優。大阪府大阪市出身。京都女子大学文学部国文学科卒業。ナイロン100℃（以降「ナイロン」）所属。所属事務所は株式会社オフィスPSC。
大学在学中の1989年から劇団M.O.Pなどに客演、卒業後は富士ゼロックスに2年間就職した後、1994年の「1979」よりナイロンに参加する。ナイロンへの参加はオーディションによる。
落語家としても活動しており、高座名は藤乃家心斎橋（ふじのやみなみ）。AB型。158cm。
特技はエレクトーン・関西弁。

## ナイロンの役者として
- 参加当初のごくごく短い期間（「1979」と「喜劇・箸の行方」）は「ミナミ玲子」と名乗る。この時期、ナイロンはまだ「演劇ユニット」としての認識が強かったため、入れ替え可能な俳優として考えていた上での芸名ではなかったかと考えられる。
- 実家は心斎橋。大阪公演の際はホテルではなく実家に帰る。そもそもナイロンが大阪公演の際に利用するホテルと、目と鼻の先の所に実家がある。
- ナイロンへの参加のかなり初期から重要な役を射止めるまでにあまり時間を要していない。だが当の本人としては「自分は新人である」という思いが常にあり、「フローズン・ビーチ」初演で、やっと新人ではなくなったと思っていた（「フローズン・ビーチ」DVD・特典映像より）。
- 現在、ナイロンでは安澤千草などと並んで中堅役者として認識されている（厳密な意味では入団時期が異なる）。
- ナイロンではIT周りを担当することが多く、かなり初期から公式ウェブサイト運営に携わっていた。現在も大元のデータを管理しているのは彼女であるが、ウェブサイトとメールマガジンの技術的な面では藤田秀世が担当している。ナイロン100℃が不定期に発行するメールマガジンの発行者は彼女の名前になっている。現在、ナイロンで個人ページを持っているのは彼女とみのすけ、藤田秀世の3人のみ（ブログを含めれば、他にKERA、廣川三憲、大山鎬則、皆戸麻衣も）。旅公演にはノートパソコン持参（Macintosh）。

### 芸風
- がなったり、怒鳴ったりすると異様なまでの迫力がある。そのため、彼女が出演しているDVDなどの映像作品を観ていると、音圧レベルが大きすぎて時たま音が割れていることがある。
- ナイロンにおける妖艶な役回りを演じるのも、彼女にまわってくることが多い。「ザ・ガンビーズ・ショウ」においては、下着で出演することが有効なのか否かで、主宰のKERAと言い争ったが、この問題が解決してからは、KERAはむしろ積極的に彼女にそういった役をふっている印象すらある。これ以外の代表的な、色っぽい役に「フリドニア〜フリドニア日記#1」のカレン役（秘書）、「薔薇と大砲〜フリドニア日記#2」のウリャシャモ・ダサモ役（サーカスの団員）など。
- また、「カラフルメリィでオハヨ'97」においては、澤田由紀子（現：沢田ゆき子）とのダブルキャストのことについて、KERAと相当もめたらしいが、DVD（およびビデオ）においては、円満に問題が解決したとのコメントを、特典映像で残している。
- こういった役を演じる際に問題となったのが胸のアザ。01年に手術が完了するまでの公演は、ビデオで見ると茶色の手のひら大のアザがくっきりと見えている。このときの手術については、自らのウェブサイトで手記を綴っている。
- KERA演出では事細かに求められることが多いため、過去にMOTHERに客演した時、「そこはまあいい感じで」というアバウトな演出に憤慨したことがある。
- 自らのことは「器用貧乏」と称している（「ハルディン・ホテル」パンフレット）。このときに「本当に器用な役者」は、この公演では夫役の三宅弘城であるとした。
- 2代目の「たまごクラブ・ひよこクラブ・こっこクラブ」の奥さんキャラ。このときの夫役キャラは阿部サダヲ。1代目の犬山イヌコから受け継いでのキャラ（3代目も同じくナイロンの新谷真弓）。このCMのギャラはすごいと、後に語っている（その際には、犬山の頃にはもっと凄かったというエピソードを付け加えている）。
- 「喜劇・箸の行方」と「アリス・イン・アンダーグラウンド」において、落語を披露している。
- 大阪弁を披露した公演は「インスタント・ポルノグラフィ」（ナレーション）と「わが闇」。

## 外部出演の役者として
- 外部出演においては超人的なコメディエンヌとして、いわゆるブロードウェイ系のウェルメイドな芝居に出ることが多い。特にG2プロデュースやAGAPE storeなどでは準レギュラーとして出演。
- そのため、外部出演では感情よりもテクニックで訴えることが多い。

## 出演

### テレビドラマ
- HERO (テレビドラマ)（2001年） - 朝倉智美 役
- 安楽椅子探偵 (テレビドラマ)（2002年） - 与謝野陽乃 役
- 刑事・鬼貫八郎17（2004年） - 沢村ゆかり 役
- 月曜ミステリー劇場
  - 「湯の町コンサルタント3」（2004年） - 鈴木初美 役
  - 「十津川警部シリーズ (渡瀬恒彦)33」（2004年） - 氏家美代子 役
- 弁護士 灰島秀樹（2006年） - 河野脇子 役
- 水曜ミステリー9
  - 「警察署長・たそがれ正治郎3」（2006年） - 菊川治美 役
- 連続テレビ小説 ちりとてちん（2007年） - 野口松江 役
- ロト6で3億2千万円当てた男（2008年） - 博之の妻
- ほんとにあった怖い話（2008年） - 佐野倫子 役
- 親孝行プレイ（2008年、毎日放送） - オカン（声のみ） 役/庄田さん 役
- オトコマエ!2（2009年） - 喜代（半助の女房） 役
- 裁判長!ここは懲役4年でどうすか（2009年） - 馬場真知子 役
- 初恋クロニクル（2010年） - 里浦美咲の母 役
- 八日目の蝉（2010年） - 島本弁護士 役
- 医龍-Team Medical Dragon-（2010年） - 山内恵子 役
- 天使の代理人（2010年） - 水島千晶 役
- 家族法廷（2011年） - 桑島久美 役
- 警視庁捜査一課9係（2011年） - 柴田麻紀 役
- 相棒
  - （2011年） - 若林（旧姓：染谷）由香恵 役
  - （2016年） - 光田窓夏 役
  - （2020 - 2021年） - 万津蒔子 役
- 妄想捜査〜桑潟幸一准教授のスタイリッシュな生活（2012年） - 垂乳根雪絵 役
- ビギナーズ!（2012年） - 福田顕子 役
- GTO（2012年） - 浅野麻由子の母 役
- 獣医さん、事件ですよ（2014年） - 槙玲子 役
- 癒し屋キリコの約束（2015年） - 青井美保 役
- あさが来た（2016年） - 仙波つね（ツネ〈雁助の女房〉） 役
- ドクター調査班〜医療事故の闇を暴け〜（2016年） - 開田久子 役
- 科捜研の女（2018年） ‐ 光沢孝江 役
- やけに弁の立つ弁護士が学校でほえる（2018年） ‐ 武井由美子 役
- 健康で文化的な最低限度の生活（2018年） ‐ 五十嵐利江 役
- スキャンダル専門弁護士 QUEEN（2019年） ‐ 谷垣秋代 役
- 祈りのカルテ（2022年） - 桐生麗香 役
- 未来の私にブッかまされる!?（2024年） - 筒井朱美 役
- バレエ男子!（2025年） - 波子 役

### バラエティ・教養番組
- 芸術劇場（2003年 - 2004年、NHK教育） - 演劇の回の司会。
- NHK高校講座ベーシック10（2009年4月6日 - 4月17日、NHK教育）
- NHK高校講座ベーシック10 Ⅱ（2010年4月5日 - 、NHK教育）
- NHK高校講座ベーシック10 Ⅲ（2011年4月4日 - 、NHK教育）
- 超人女子とズケ女（2018年9月13日 - 、テレビ朝日） - 語り
- 100分de名著「ウェイリー版・源氏物語」（2024年9月2日 - 9月23日、NHK Eテレ） - 朗読[2]

### CM
- ベネッセコーポレーション たまごクラブ・ひよこクラブ・こっこクラブ（1998年 - 2003年）
- ブックオフコーポレーション（2004年 - ）
- 明星食品「チャルメラ」（2004年 - ）
- 日清フーズ「日清お好み焼粉」（2009年 - ）

### 映画
- 容疑者 室井慎次（2005年） - 河野脇子役

### ラジオドラマ
- サントリー・サタデー・ウェイティング・バー（TOKYO FM） - ショートドラマ・準レギュラー
- 明日の記憶（MBSラジオ制作、2006年9月11日）
- 北緯四十三度の神話（HBCラジオ・MBSラジオ共同制作、2006年12月24日）
- FMシアター（NHK-FM）
  - 『母が、来た』（2025年5月17日）[3][4]

### 舞台（外部出演）

#### 1996年
- 松尾貴史の「人格懐疑室 type.1〜History of Hysterie〜」（演出：G2）

#### 1998年
- AGAPE store第一回公演「超老伝」（作：中島らも/演出：G2）
- 細川展裕プロデュース「象」（作：別役実/演出：竹内銃一郎）

#### 1999年
- MOTHERLESS CHILDREN「リバウンド」（作：桝野幸宏/演出：G2）
- AGAPEstore「D/J（ジェー・ブンノ・ディー）」（作：山名宏和/演出：G2）

#### 2000年
- AGAPEstore「超老伝2000」（作：中島らも/演出：G2）
- パルコ・リコモーション提携公演「人間風車」（作：後藤ひろひと/演出：G2）

#### 2001年
- オリガト・プラスティコ vol.1「カフカズ・ディック」（作・演出：KERA）
- AGAPEstore「BIG BIZ〜宮原木材危機一髪！〜」（作：後藤ひろひと/演出：G2）
- 星屑の会「ストロベリーハウス」（作・演出：水谷龍二）

#### 2002年
- 故林広志プロデュース・“親族代表”コントライブ「人間力学ショー#3」（作・演出：故林広志）
- 王立劇場「荒波次郎」（作・演出：後藤ひろひと）日替わりゲスト出演
- AGAPEstore「BIG BIZ〜宮原木材危機一髪！〜」再演

#### 2003年
- AGAPEstore「BIGGER BIZ〜絶体絶命！結城死す？〜」（作：後藤ひろひと/演出：G2）
- 明石家さんま舞台「奇人たちの晩餐会〜馬鹿にしやがれ！〜」（原作：フランシス・ヴェベール/演出：荻野繁）

#### 2004年
- AGAPEstore「しかたがない穴」（作：倉持裕/演出：G2）

#### 2005年
- AGAPEstore「BIGGER BIZ〜絶体絶命！結城死す？〜」再演
- Live Cafe Music #9「届かなかったラヴレター」（演出：藤井清美）
- 「姫が愛したダニ小僧〜Princess and Danny Boy〜」 （作・演出：後藤ひろひと）

#### 2006年
- AGAPE store「BIGGEST BIZ〜最後の決戦！ハドソン川を越えろ〜」（作：後藤ひろひと/演出：G2）
- Colore produce vol.1「ハルちゃん」（作：ラサール石井/演出：田村孝裕（ONEOR8））
- 舞台版「こちら葛飾区亀有公園前派出所」30周年だよ！おいしいとこ取りスペシャル！！（脚本・演出：ラサール石井）
- 劇団、本谷有希子「遭難、」（作・演出：本谷有希子）

#### 2007年
- AGAPE store「地獄八景：浮世百景」（監修：桂米朝/脚本：東野ひろあき/演出：G2）※第7回バッカーズ演劇奨励賞を受賞
- リーディングパフォーマンス「語り女たち」（原作：北村薫/演出：中野俊成）

#### 2008年
- シアターコクーン「どん底」（原作：マクシム・ゴーリキー/上演台本・演出：KERA）

#### 2009年
- 劇団、本谷有希子「来来来来来」（作・演出：本谷有希子）
- 三田村組 第16回公演「home」（作・演出：田村孝裕）

#### 2010年
- 音楽劇「新 センセイの鞄」（原作：川上弘美/脚本：鈴木哲也、マキノノゾミ/演出：マキノノゾミ）
- 演劇企画集団THE・ガジラ「さよなら渓谷」（原作：吉田修一/脚本・演出：鐘下辰男）

#### 2011年
- モダンスイマーズ「デンキ島～松田リカ篇～」再演（作・演出：蓬莱竜太）
- 北九州芸術劇場PRODUCE「江戸の青空 弐～惚れた晴れたの八百八町～ 」 （脚本：千葉雅子/演出：G2）

#### 2012年
- モダンスイマーズ「ロマンサー～夜明峠編～」（作・演出：蓬莱竜太）
- オフィスコットーネプロデュース「コルセット」（作・演出：前川麻子）

#### 2014年
- ボクの妻と結婚してください。（原作：樋口卓治、脚本・演出：小松純也）

#### 2024年
- 片づけたい女たち（作：永井愛、演出：保坂萌）[5]

#### 2025年
- 日韓国交正常化60周年記念公演「焼肉ドラゴン」（作・演出：鄭義信）[6]